# Éco-Vallée
L’éco-vallée est un vaste projet d'aménagement et d'urbanisme programmé sur environ trente ans ; situé dans la vallée du Var, il concerne 15 communes ; son objectif affiché vise principalement au développement économique de la Métropole Nice Côte d'Azur. Il est géré par l’établissement public d'aménagement de la plaine du Var. Il possède le statut d'opération d'intérêt national.

## Histoire
Éco-vallée devient une opération d'intérêt national entre 2005 et 2008, alors que Christian Estrosi, maire de Nice, est ministre délégué à l'aménagement du territoire,.

## Financement
L'État devrait apporter 21,5 millions à l'opération, la communauté urbaine de Nice 21,5 millions, le département des Alpes-Maritimes 10,7 millions ainsi que la région Provence-Alpes-Côte d'Azur, le projet recevant en plus de cela 32 millions de subventions au titre du programme Éco-Cité. Le budget total de l'opération entre 2012 et 2016 était prévu à hauteur de 380 millions d'euros,.

## Équipement et construction
Éco-vallée couvre une superficie de dix mille hectares, et devrait urbaniser quatre cent cinquante hectares pour ses projets d'aménagement. Le projet prévoit la création de vingt-sept mille à cinquante mille emplois supplémentaires et la construction de quatre mille quatre cents logements,. Le projet intègre notamment la construction du stade Allianz Riviera. Une plate-forme agroalimentaire est également prévue dans le secteur par le déplacement du marché d'intérêt national de Nice. Une gare multimodale est également planifiée, ainsi que le quartier d'affaires de l'Arénas, confié à l'urbaniste Josep Lluis Mateo et une technopole urbaine appelée Nice Méridia, qui accueillera notamment l'Institut Méditerranéen du Risque, de l’Environnement et du Développement Durable (IMREDD),,.

## Un projet contesté
Malgré sa communication tournée autour du développement durable, le projet est notamment critiqué par de nombreuses associations pour son impact écologique sur l'environnement et en raison des risques d'inondation sur les berges du Var. Le 22 juin 2017, le tribunal administratif de Nice a annulé le Projet Stratégique et Opérationnel (PSO) qui définit les objectifs, l'échéancier, les ressources et les acteurs de ce projet, au motif qu’une étude préalable d’incidences Natura 2000 aurait dû être effectuée. Le tribunal a également condamné l'établissement public chargé de l'aménagement de ce projet (EPA Eco-Vallée Plaine du Var) à verser 2000 € au Collectif Associatif Pour des Réalisations Écologiques 06 (CAPRE 06) qui avait introduit ce recours en justice.